# Pieni Kanasaari
Pieni Kanasaari är en halvö i Finland. Den ligger i sjön Pyhäjärvi och i kommunen Äänekoski i den ekonomiska regionen  Äänekoski  och landskapet Mellersta Finland, i den centrala delen av landet, 280 km norr om huvudstaden Helsingfors.